# Brydewal
Der Brydewal [ˈbryː.dəˌvaːl] (Balaenoptera edeni; Synonym: Balaenoptera brydei) ist eine Walart aus der Familie der Furchenwale (Balaenopteridae). Die Art wurde nach dem norwegischen Walfänger und Schiffseigner Johan Bryde (1858–1925) benannt. Der Status des ebenfalls häufig als eigene Art betrachteten Edenwals ist unklar, aufgrund genetischer Untersuchungen wurde er 1993 als eigene Art beschrieben, nach aktuellem Stand wird er jedoch nicht als eigenständig betrachtet.

## Verbreitung

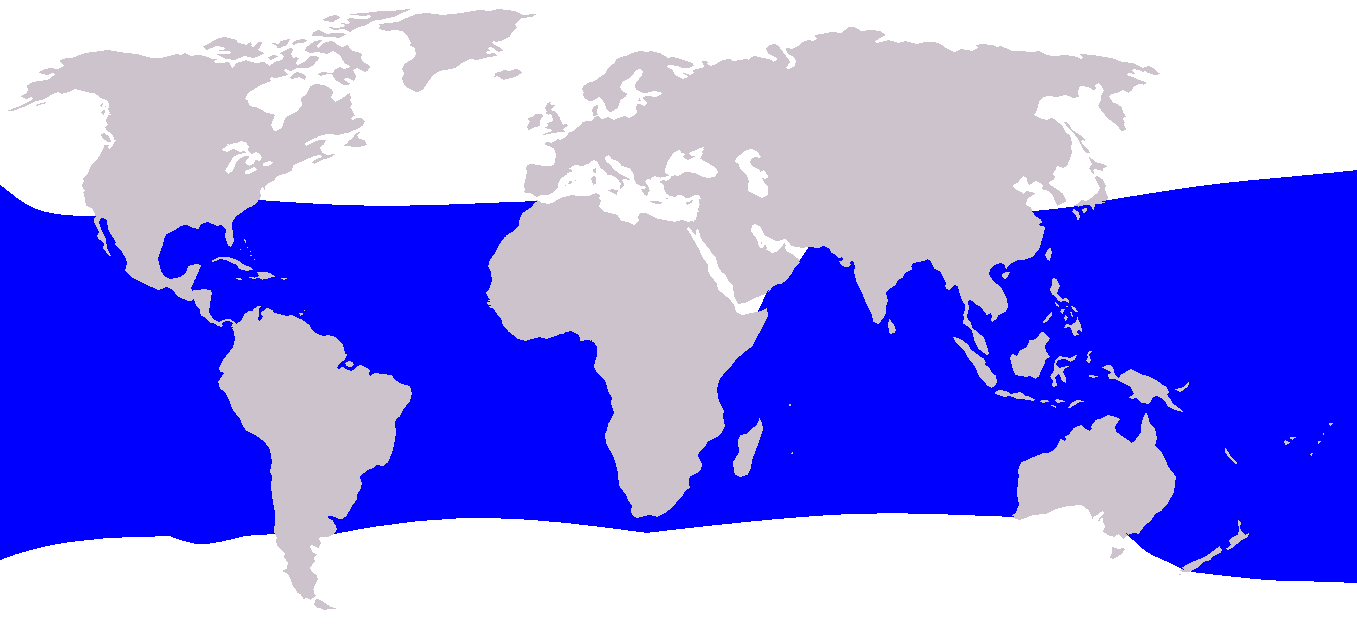
Verbreitungsgebiet

Der Brydewal kommt in fast allen Ozeanen vor. Im Gegensatz zu den anderen Furchenwalen bewohnt der Brydewal ganzjährig gemäßigte und tropische Gewässer zwischen dem 40. nördlichen und dem 40. südlichen Breitengrad. Wanderungen in polare Gebiete werden nicht beobachtet.

## Merkmale

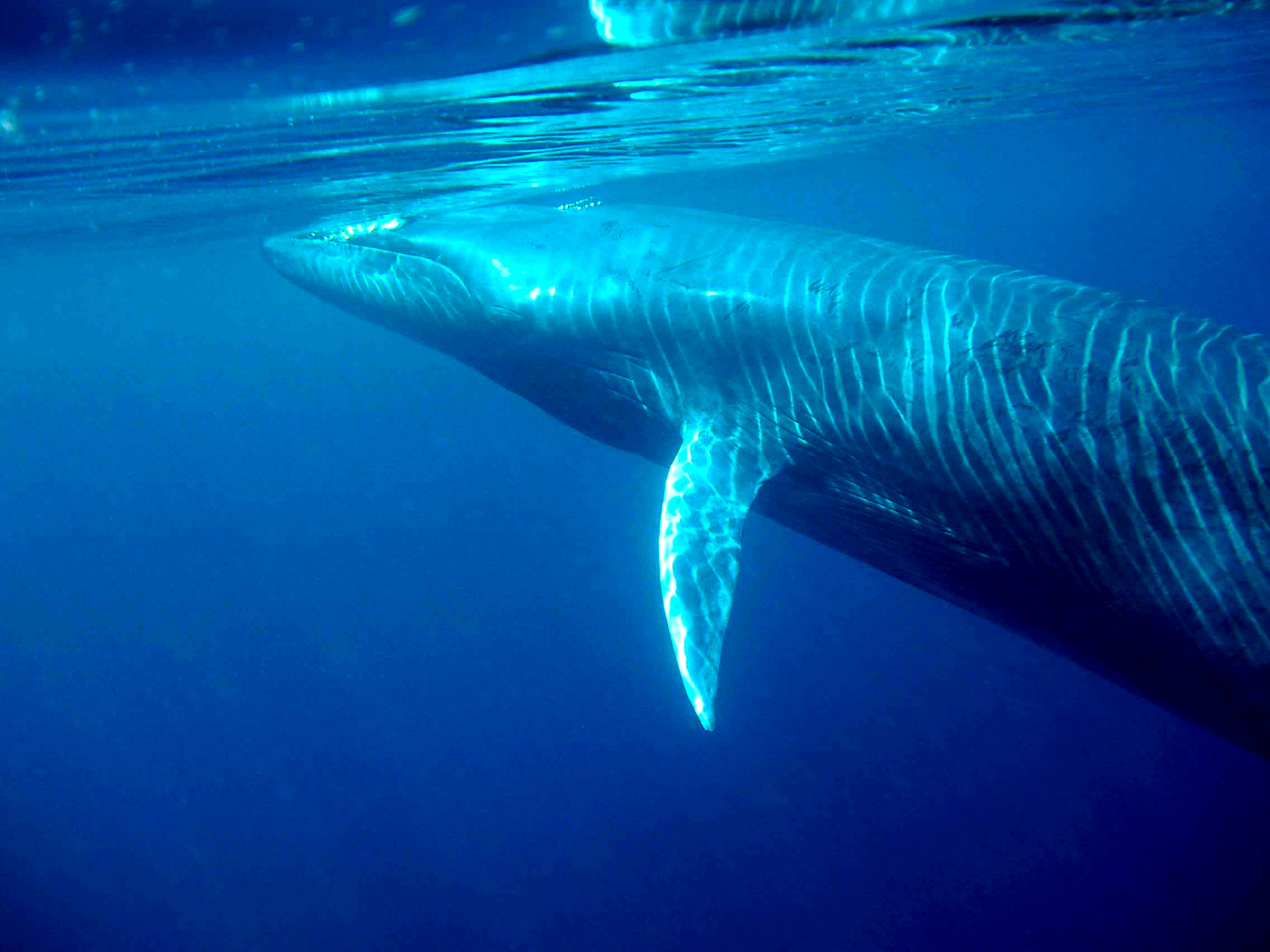
Ein adulter Brydewal vor der thailändischen Inselgruppe Koh Phi Phi beim Durchbrechen der Wasseroberfläche

Mit einer Länge von 12 bis 14 Metern und einem Gewicht von 16 bis 25 Tonnen zählt der Brydewal zu den kleineren Furchenwalen. Er hat einen langgestreckten, dunkelgrauen Körper, der nur an der Kehle und am Bauch etwas heller gefärbt ist. Charakteristisch für diese Art sind drei leistenartige Wülste auf der Oberseite des Kopfes. Der Seiwal, der dem Brydewal sonst recht ähnlich sieht, hat nur einen Holm in der Mitte des Kopfes. Die sichelförmige Finne sitzt wie bei allen Furchenwalen weit hinten am Körper, die Fluke ist deutlich eingekerbt.

## Lebensweise
Brydewale leben in Paaren oder kleinen Gruppen in Gewässern mit über 20 °C Wassertemperatur. Sie sind im Gegensatz zu anderen Furchenwalen eine eher territoriale Spezies, Wanderbewegungen sind eher kurz und richten sich nach dem Nahrungsvorkommen. Die Nahrung dieser Tiere besteht fast ausschließlich aus Schwarmfischen wie Sardinen und Makrelen, daneben auch aus Krebstieren und Kopffüßern.

## Lautäußerungen
Im Jahr 2014 wurde in Unterwasseraufnahmen von den  Marianen-Inseln ein mysteriöses Geräusch entdeckt, das als "Biotwang" bezeichnet wurde. Es wurde vermutet, dass dieses Geräusch von einem Bartenwal unbekannter Art erzeugt wird. Im Jahr 2024 wurde nachgewiesen, dass das Geräusch "Biotwang" von Brydewalen stammt. Bei der Erkennung von „Biotwang“ in umfangreichen akustischen Überwachungsdatensätzen im zentralen und westlichen Nordpazifik und seiner Zuordnung zu Brydewalen wurde eine Kombination aus manuellen Methoden und maschinellem Lernen angewandt.

## Bedrohung
Systematisch gejagt wurden Brydewale nur im nördlichen Pazifik, insbesondere in den 1960er-Jahren, ansonsten kamen sie nie in das Visier der Walfänger. Als Folge davon gilt die Art als häufig und nicht bedroht. Schätzungen über die Gesamtpopulation belaufen sich auf 40.000 bis 80.000 Exemplare.

## Taxonomie
Die Art wurde nach einem Fang von Walfängern in der Saldanha Bay vor der südafrikanischen Küste 1913 von Ørjan Olsen als Brydewal (Balaenoptera brydei) beschrieben, in den 1950er Jahren wurde er einer schon 1879 von John Anderson als Balaenoptera edeni beschriebenen Art zugeschlagen. Dieser Beleg stammte aus dem Thaybbyoo Choung, einem zwischen dem Sittaung und dem Beeling in den Golf von Martaban mündenden Flusslauf im heutigen Myanmar (früher Birma), in den der Wal eingeschwommen war. Da in diesen Fällen der ältere Name als „senior synonym“ den Vorzug genießt, gilt B. edeni als korrekte wissenschaftliche Bezeichnung.
1993, 2003 und 2021 wurde der Edenwal mehrfach als eine eigene Art dargestellt, wobei sowohl morphologische Merkmale des Schädels wie auch molekularbiologische Analysen darauf deuten. Im Meeressäugerband des Handbook of the Mammals of the World, einem Standardwerk zur Mammalogie, ist der Status des Edenwals allerdings unklar und er wird dem Brydewal zugeschlagen. Aktuell gilt die Art zudem als monotypisch, es werden entsprechend keine Unterarten unterschieden.
Im Jahr 2003 wurden die Omurawale (Balaenoptera omurai), die man bis dahin für kleine Exemplare der Brydewale gehalten hatte, als getrennte Art beschrieben und Anfang 2021 wurde der Rice-Brydewal (Balaenoptera ricei) beschrieben, eine dem Brydewal ähnliche Art, die vor allem im Norden des Golfs von Mexiko vorkommt. Neben einem unterschiedlichen Genom ist seine Schädelform  leicht anders als beim Brydewal und die neue Walart ist mit durchschnittlich 12,8 Metern Länge etwas kürzer als die durchschnittliche Länge des Brydewales von 15,2 Metern. Mit weniger als 100 Tieren würde nach Angaben der NOAA die neu entdeckte Art vom Aussterben bedroht sein.
Der Artzusatz edeni ehrt den britischen Diplomaten Ashley Eden.

## Belege
1. ↑  Beolens, Watkins & Grayson: The Eponym Dictionary of Mammals. Johns Hopkins University Press, Baltimore 2009, ISBN 978-0-8018-9304-9, S. 61 (Bryde).
2. 1 2 3 4  
T.A. Deméré: Family Balaenopteridae (Rorquals); Bryde's Whale Balaenoptera edeni In: Don E. Wilson, Russell A. Mittermeier: Handbook of the Mammals of the World. 4. Sea Mammals. Lynx Edicions, Barcelona 2014; S. 289–290. ISBN 978-84-96553-93-4.
3. ↑  
Ann N. Allen, Matt Harvey, Lauren Harrell, Megan Wood, Angela R. Szesciorka, Jennifer L. K. McCullough, Erin M. Oleson: Bryde’s whales produce Biotwang calls, which occur seasonally in long-term acoustic recordings from the central and western North Pacific Frontiers in Marine Science, 18. September 2024, Vol. 11 doi:10.3389/fmars.2024.1394695
4. 1 2  
Shiro Wada, Masayuki Oishi, Tadasu K. Yamada: A newly discovered species of living baleen whale. In: Nature. Band 426, 2003, S. 278–281, doi:10.1038/nature02103 (englisch).
5. 1 2  
Patricia E. Rosel, Lynsey A. Wilcox, Tadasu K. Yamada, Keith D. Mullin: A new species of baleen whale (Balaenoptera) from the Gulf of Mexico, with a review of its geographic distribution. Marine Mammal Science, Januar 2021, doi:10.1111/mms.12776
6. ↑  New Species of Baleen Whale in the Gulf of Mexico der NOAA Fisheries (www.fisheries.noaa.gov) vom 22. Januar 2021; abgerufen am 8. Februar 2021
7. ↑  Beolens, Watkins & Grayson: The Eponym Dictionary of Mammals. Johns Hopkins University Press, Baltimore 2009, ISBN 978-0-8018-9304-9, S. 120 (Eden).